# Pseudopterocalla obscura
Pseudopterocalla obscura är en tvåvingeart som först beskrevs av Christian Rudolph Wilhelm Wiedemann 1830.  Pseudopterocalla obscura ingår i släktet Pseudopterocalla och familjen fläckflugor. Inga underarter finns listade i Catalogue of Life.